# Семёнкино (Калтасинский район)
Семёнкино (баш. Семёнкин) — деревня в Калтасинском районе Республики Башкортостан Российской Федерации. Входит в состав Старояшевского сельсовета. 

## География

### Географическое положение
Расстояние до:
- районного центра (Калтасы): 41 км,
- центра сельсовета (Старояшево): 9 км,
- ближайшей ж/д станции (Янаул): 64 км.

## Население
| 2002 | 2009 | 2010 |
| ---- | ---- | ---- |
| 128  | ↗130 | ↘109 |